# Papažani
Papažani är ett samhälle i Bosnien och Hercegovina.   Det ligger i entiteten Republika Srpska, i den norra delen av landet, 140 km nordväst om huvudstaden Sarajevo. Papažani ligger 171 meter över havet och antalet invånare är 386.
Terrängen runt Papažani är platt. Närmaste större samhälle är Maglajani, 4,8 km nordväst om Papažani. 
Omgivningarna runt Papažani är en mosaik av jordbruksmark och naturlig växtlighet. Runt Papažani är det ganska tätbefolkat, med 67 invånare per kvadratkilometer.